# Patrick Ky
Patrick Ky (Antony, 6 de outubro de 1967), é um funcionário público francês. Desde 1 de setembro de 2013, é presidente da Agência Europeia para a Segurança da Aviação (AESA). Formado pela Escola Politécnica (1986) e pela École nationale de l'aviation civile (1989), dirigiu anteriormente a joint venture SESAR. Ele sucedeu Patrick Goudou à frente da AESA. Foi reeleito em 2018 para um novo mandato de 5 anos, até 2023.